# Un Israël (1999)
Pour les articles homonymes, voir Un Israël.
Un Israël (hébreu : ישראל אחת, Yisrael Akhat, anglais: One Israel) était une alliance entre le Parti travailliste, le Meimad et le Gesher créée pour les élections générales israéliennes de 1999.

## Histoire de l'alliance
Un Israël fut créée par Ehud Barak, chef du parti travailliste, pour les élections générales de 1999 avec l'objectif de faire apparaître le parti travailliste comme plus centriste et d'atténuer sa réputation séculaire et élitiste parmi les électeurs mizrahim (le parti Gesher était dirigé par David Lévy, juif mizrahi et ancien membre du Likoud alors que Meimad est un parti religieux) comme Tony Blair l'avait fait pour le parti travailliste britannique L'accord de coalition donne à Gesher la position de numéro trois derrière Ehud Barak et Shimon Peres, plus deux autres places sûres et un poste ministériel pour David Lévy. Meimad s'est vu promettre une place sûre sur la liste et un portefeuille ministériel pour un membre qui ne ferait pas partie de la Knesset.
Les sondages pré-électorales prévoyaient 33 sièges pour l'alliance. Bien qu'Un Israël fut le groupe le plus important, ses 26 sièges étaient le nombre le plus faible obtenu par un parti vainqueur (en 1996 le parti travailliste avait obtenu 34 sièges sans alliance). Sur les 26 sièges, le parti travailliste recueillit 22 sièges, 3 sièges pour Gesher et un siège pour Meimad. Comme convenu dans l'accord, David Lévy fut nommé vice Premier Ministre et ministre des Affaires Étrangères. Michael Melchior du Meimad fut nommé ministre des affaires sociales et de la diaspora.
Barak, qui battit Benyamin Netanyahou dans les élections pour le poste de Premier Ministre, dut former un gouvernement de coalition instable composé de Shas, Meretz, Yisrael Ba'aliyah, le Parti du centre, le Parti national religieux et le Judaïsme unifié de la Torah.
La participation de Barak au sommet de Camp David en 2000 avec Yasser Arafat entraîna le retrait de Gesher de l'alliance gouvernementale le 4 août 2000 et la fin de Un Israël. Le parti travailliste et Meimad continuèrent la coalition ensemble.

## Résultats électoraux

### Élections législatives
| Année d'élection | Chef de file | Voix    | %    | Rang | Sièges   | Gouvernement                                     |
| ---------------- | ------------ | ------- | ---- | ---- | -------- | ------------------------------------------------ |
| 1999             | Ehud Barak   | 468 103 | 20,3 | 1re  | 23 / 120 | Gouvernement (1999-2002), opposition (2002-2003) |

## Sources
- (en) Cet article est partiellement ou en totalité issu de l’article de Wikipédia en anglais intitulé « One Israel » (voir la liste des auteurs).